# 广州公交966路
广州公交966路和广州公交夜113路是由广州巴士集团电车分公司运营的两条公交路线，后者为前者的夜班公交形式。

## 966路
966路于2012年6月20日开通，属于城乡结合部公交线路。开通当时从芳村码头（信义路）总站出发，经长堤街、芳村大道东、花蕾路、花地大道、浣花路、东漖北路、东漖南路至芳和花园总站，服务时间为 6:30 - 22:00，除 7:00 - 9:00 和 17:00 - 19:00 间不大于15分钟一班外，其他时段不大于20分钟一班。
2015年8月22日起，线路调整为水秀路总站（后更名为水秀二路（隽泷湾）总站）環線，服务时间及发班密度不变。此后线路两度微调走线：2017年4月22日起取消绕经芳村码头，2023年8月20日起增加绕行鹤洞新村和芳村小学。目前966路由水秀二路（隽泷湾）总站出发，经水秀路、龙溪中路、东漖南路、浣南东街至康乃馨花园后，绕经花地大道北、花蕾路、芳村大道东、浣花路至花溪路口站，随后原路返回水秀二路（隽泷湾）总站。

## 夜113路
966路的夜班公交形式——夜113路于2020年11月20日开通，当时為绕经坑口地铁站的水秀二路（隽泷湾）总站環線。2022年8月27日起，线路调整為绕经文化公园的裕海路总站環線，从裕海路总站出发，行走龙溪路至増南路口后，沿原966路的走向至坑口地铁站，然后继续经浣南东街和花地大道北至芳村隧道口，过珠江隧道后转入六二三路，绕经南方大厦和文化公园后原路返回，以填補夜26路截短後裕海路至文化公園间的線路空白。
夜113路的开通，有效填补了海龙街道夜间出行的公交空白，拓展了公交线网的服务范围，满足海龙街辖内增滘村、步漖村、大和村一带的居民以及水秀路周边小区的居民夜间出行需要，缓解了龙溪路一带的夜间公交需求压力。